# Územní prelatura Bananal
Územní prelatura Bananal byla prelatura římskokatolické církve, nacházející se v Brazílii.

## Území
Prealtura zahrnovala západní část brazilského státu Tocantins, včetně ostrova Bananal.

## Historie
Prelatura byla založena 4. července 1924 a to části území diecéze Porto Nacional a stala se sufragánnou arcidiecéze Mariana.
Dne 18. listopadu 1932 vstoupila prelatura do církevní provincie arcidiecéze Goiás.
Dne 26. března 1956 byla prelatura bulou Ne quid filiis papeže Pia XII. zrušena a její území bylo včleněno do diecéze Goiás a do nově vzniklé územní prelatury Cristalândia.

## Seznam prelátů
- Cândido Bento Maria Penso, O.P. (1947-1957)